# Imogen Poots
Imogen Poots est une actrice britannique, née le 3 juin 1989 à Hammersmith (Londres).

## Biographie

### Jeunesse
Imogen Gay Poots est née le 3 juin 1989, à Hammersmith, Londres. Son père, Trevor Poots, est un producteur de télévision. Sa mère, Fiona Poots (née Goodall) est journaliste.  Elle a un frère, Alex Poots.

### Formation
Elle a effectué sa scolarité à Bute House Preparatory School for Girls, Queen's Gate School for Girls et Latymer Upper School, tous situés à Londres.

### Vie privée
Elle est en couple en 2018 avec l'acteur britannique James Norton. Ils se séparent à la fin de l'année 2023.

## Carrière

### Révélation
Elle est révélée à l'âge de 18 ans en jouant Tammy dans le film d'horreur 28 Semaines plus tard, après seulement un petit rôle non-parlant dans le blockbuster V pour Vendetta et une apparition dans une série télévisée britannique. 
Elle tourne dans la foulée dans le thriller Cracks de Jordan Scott mené par Eva Green,  puis débarque à Hollywood, où elle enchaîne deux rôles secondaires : en 2008 dans la comédie dramatique Me and Orson Welles de Richard Linklater ; puis en 2009 suivi du drame romantique Solitary Man co-écrit et réalisé par Brian Koppelman, avec Michael Douglas dans le rôle-titre.  
L'année 2010 l'amène à deux productions différentes : elle joue dans le drame Waking Madison, puis fait surtout ses premiers pas dans une grosse production avec le péplum Centurion de Neil Marshall. La même année, elle joue dans le thriller horrifique Chatroom avec Aaron Johnson. Aucun de ces projets ne rencontre le succès escompté.
L'année d'après, elle tient le rôle de Blanche Ingram dans une nouvelle adaptation de Jane Eyre, portée par l'interprétation de Mia Wasikowska, et d'Amy Peterson dans la production américaine Fright Night, aux côtés d'Anton Yelchin et de Colin Farrell. 
Cette combinaison de films lui permet d'acquérir une visibilité médiatique. Elle devient cette même année l'égérie du parfum Chloé aux côtés du mannequin français Camille Rowe, succédant ainsi à Clémence Poésy, Chloë Sevigny et Anja Rubik. En 2012, elle tourne dans une publicité pour H&M réalisée par Sofia Coppola.

### Progression
En 2013, elle continue de se diversifier. Elle retourne en Angleterre pour les comédies britanniques Ordure et A Very Englishman de Michael Winterbottom, qui lui vaut une récompense ; puis pour le biopic musical All Is by My Side, écrit et réalisé par John Ridley. Elle retourne à Hollywood pour défendre une comédie romantique : Célibataires... ou presque , où elle a pour partenaire Zac Efron.
En 2014, elle peut ainsi confirmer à Hollywood en tenant le premier rôle féminin du film d'action Need for Speed de Scott Waugh, où elle donne cette fois la réplique à Aaron Paul. Elle retrouve l'acteur pour la comédie A Long Way Down, mis en scène par le français Pascal Chaumeil. Le premier fonctionne surtout en Chine, tandis que le second ne rencontre pas le succès international escompté.
Elle revient l'année d'après, avec Broadway Therapy, comédie dramatique new-yorkaise signée Peter Bogdanovich et dans le drame Knight of Cups de Terrence Malick. Ces deux projets lui donnent la possibilité d'être dirigée par des cinéastes acclamés et de donner la réplique à des comédiens reconnus.
En 2016, elle tient ses premiers rôles américains : celui du film d'horreur Green Room, de nouveau aux côtés d'Anton Yelchin et de la romance néo-noir Frank et Lola, où elle fait face à Michael Shannon. Les deux films sont diffusés durant le Festival du cinéma américain de Deauville, le premier en 2015, le suivant en 2016.
Mais c'est mi-2016 qu'elle fait un choix remarqué : elle fait en effet partie du casting de la première série télévisée de Cameron Crowe, Roadies. Son physique juvénile l'amène encore une fois à jouer la benjamine d'une distribution menée par Carla Gugino et Luke Wilson.
L'année suivante, elle tourne dans plusieurs films Mobile Homes de Vladimir de Fontenay, Chasseuse de géants (I Kill Giants) d'Anders Walter et Sweet Virginia (en) de Jamie M. Dagg avec Jon Bernthal (également présenté durant le Festival du cinéma américain de Deauville en 2017).
En 2018, elle joue avec Tye Sheridan dans Friday's Child d'A.J. Edwards (lui aussi présent durant le Festival du cinéma américain de Deauville de 2018). L'année d'après, elle est l'un des rôles principaux de Black Christmas.
En 2020, elle revient à la télévision aux côtés de Mark Ruffalo dans la série de Derek Cianfrance, I Know This Much Is True, diffusée sur HBO. Elle joue également dans les films Vivarium de Lorcan Finnegan avec Jesse Eisenberg et The Father du français Florian Zeller avec Anthony Hopkins et Olivia Colman.
En 2022, dès l'annonce du projet de long-métrage de Kristen Stewart, The Chronology of Water,  Imogen Poots est indiqué dans le rôle principal. Ce film est présenté pour la première fois au festival de Cannes en mai 2025.

## Filmographie

### Cinéma

#### Longs métrages
- 2006 : V pour Vendetta de James McTeigue : Valerie, jeune
- 2007 : 28 semaines plus tard (28 weeks later) de Juan Carlos Fresnadillo : Tammy
- 2008 : Me and Orson Welles de Richard Linklater : Lorelei Lathrop
- 2009 : Cracks de Jordan Scott : Poppy
- 2009 : Solitary Man de Brian Koppelman : Allyson Karsch
- 2010 : Chatroom d'Hideo Nakata : Eva
- 2010 : Centurion de Neil Marshall : Arianne
- 2010 : Waking Madison de Katherine Brooks : Alexis
- 2011 : Fright Night de Craig Gillespie : Amy Peterson
- 2011 : Jane Eyre de Cary Fukunaga : Blanche Ingram
- 2012 : Le Quatuor (A Late Quartet) de Yaron Zilberman : Alexandra Gelbart
- 2012 : Comes a Bright Day de Simon Aboud : Mary Bright
- 2012 : Greetings from Tim Buckley de Daniel Algrant : Allie
- 2013 : Ordure ! (Filth) de Jon S. Baird : Amanda Drummond
- 2013 : Jimi : All Is by My Side de John Ridley : Linda Keith
- 2013 : Célibataires... ou presque (That Awkward Moment) de Tom Gormican : Ellie
- 2013 : A Very Englishman (The Look of Love) de Michael Winterbottom : Debbie Raymond
- 2014 : Need for Speed de Scott Waugh : Julia Maddon
- 2014 : Up and Down (A Long Way Down) de Pascal Chaumeil : Jess Crichton
- 2015 : Broadway Therapy (She's Funny That Way) de Peter Bogdanovich : Isabella « Izzy » Patterson
- 2015 : Knight of Cups de Terrence Malick : Della
- 2016 : Green Room de Jeremy Saulnier : Amber
- 2016 : Frank et Lola (Frank & Lola) de Matthew Ross : Lola
- 2016 : Popstar : Célèbre à tout prix (Popstar : Never Stop Never Stopping) d'Akiva Schaffer et Jorma Taccone : Ashley
- 2016 : A Country Called Home d'Anne Axster : Ellie
- 2017 : Mobile Homes de Vladimir de Fontenay : Ali
- 2017 : Chasseuse de géants (I Kill Giants) d'Anders Walter : Karen
- 2017 : Sweet Virginia (en) de Jamie M. Dagg : Lila
- 2018 : Friday's Child d'A.J. Edwards : Joan
- 2019 : Black Christmas de Sophia Takal : Riley Stone
- 2019 : The Art of Self-Defense de Riley Stearns : Anna
- 2020 : Vivarium de Lorcan Finnegan : Gemma
- 2020 : The Father de Florian Zeller : Laura
- 2020 : French Exit d'Azazel Jacobs : Susan
- 2023 :The Teacher de Farah Nabulsi : Lisa
- 2025 : The Chronology of Water de Kristen Stewart : Lidia Yuknavitch[3],[2]
- 2025 : Hedda de Nia DaCosta : Thea Clifton

#### Courts métrages
- 2007 : Wish de Matt Day : Jane
- 2011 : Rule Number Three de Tom Ludlam : Rachel

### Télévision

#### Séries télévisées
- 2004 : Casualty : Alice Thornton
- 2010 : Bouquet of Barbed Wire : Prue Sorenson
- 2016 : Roadies : Kelly Ann
- 2020 : I Know This Much Is True : Joy Hanks
- 2022 : Outer Range : Autumn

#### Téléfilms
- 2008 : Le Choix de Jane (Miss Austen Regrets) de Jeremy Lovering : Fanny Knight
- 2011 : Christopher et Heinz (Christopher and His Kind) de Geoffrey Sax : Jean Ross

## Distinctions

### Récompenses
- 2011 : EDA Special Mention Awards de la plus flagrante différence d'âge entre le personnage principal et l'aimée pour Solitary Man  partagé avec Michael Douglas.
- 2012 : Festival international du film des Hamptons du meilleur espoir pour Le Quatuor
- British Independent Film Awards 2013 : Meilleure actrice dans un second rôle pour A Very Englishman
- 2015 : Festival international du film des Hamptons du meilleur espoir pour Knight of Cups
- Festival international du film de Catalogne 2019 : Prix de la meilleure actrice pour Vivarium

### Nominations
- 2007 : British Independent Film Awards du meilleur espoir pour 28 semaines plus tard
- 2016 : Fright Meter Awards de la meilleure actrice dans un second rôle pour Green Room
- 2022 : CinEuphoria Awards (es) de la meilleure distribution pour The Father partagé avec Olivia Colman, Ayesha Dharker, Mark Gatiss, Anthony Hopkins, Rufus Sewell, Olivia Williams et Roman Zeller.

## Voix françaises
En France
| - Karine Foviau dans : - Solitary Man - Cracks - Jimi: All Is by My Side - Need for Speed - Broadway Therapy - Up and Down - Knight of Cups - Frank et Lola - The Art of Self-Defense - French Exit - Jessica Monceau dans : - Jane Eyre - Fright Night - Le Quatuor - Green Room - I Know This Much Is True (série télévisée) | - Marie Tirmont dans : - Sweet Virginia (en) - Outer Range (série télévisée) Et aussi - Bénédicte Bosc dans 28 semaines plus tard - Delphine Moriau (Belgique) dans Centurion - Célia Asensio dans A Very Englishman - Barbara Probst dans Le Choix de Jane (téléfilm) - Ludivine Maffren dans Popstar: Never Stop Never Stopping - Zina Khakhoulia dans Roadies (série télévisée) - Mélanie Dermont (Belgique) dans Chasseuse de géants - Claire Tefnin (Belgique) dans Black Christmas - Fanny Dreiss (Belgique) dans Vivarium - Carolina Jurczak dans The Father |

Au Québec
- Stéfanie Dolan dans :
  - Noël Tragique
  - Célibataires... ou presque
  - Tout finit par se savoir

Et aussi
- Rachel Graton dans Le Besoin de Vitesse
- Sarah-Jeanne Labrosse dans Vampire, vous avez dit vampire?